# Minami-ku (Hamamatsu)
Minami-ku (南区 Minami-ku?) es uno de los siete barrios de la ciudad de Hamamatsu, Japón. Hasta el 1 de septiembre de 2011 tenía una población estimada de 102.398 habitantes y una densidad de 2,180 personas por kilómetro cuadrado. La superficie total del barrio es de 47,02 km².